# Torneo de Reserva 1984
El Torneo de Reserva 1984 fue la cuadragésimo cuarta edición del certamen organizado por la Asociación del Fútbol Argentino. Participaron un total de 16 equipos, todos participantes de la Primera División 1984.
Fue el primer torneo en el profesionalismo en el que no participó Racing, debido al descenso del equipo en Primera División.
El certamen no terminó de disputarse, por lo que no hubo campeón.

## Equipos
De los 19 equipos, participaron 16 en esta edición ya que Talleres de Córdoba, Instituto de Córdoba y Racing de Córdoba desistieron:
| Equipo                  | Ciudad        |
| ----------------------- | ------------- |
| Argentinos Juniors      | Buenos Aires  |
| Atlanta                 | Buenos Aires  |
| Boca Juniors            | Buenos Aires  |
| Chacarita Juniors       | Villa Maipú   |
| Estudiantes de La Plata | La Plata      |
| Ferro Carril Oeste      | Buenos Aires  |
| Huracán                 | Buenos Aires  |
| Independiente           | Avellaneda    |
| Newell's Old Boys       | Rosario       |
| Platense                | Vicente López |
| River Plate             | Buenos Aires  |
| Rosario Central         | Rosario       |
| San Lorenzo de Almagro  | Buenos Aires  |
| Temperley               | Temperley     |
| Unión                   | Santa Fe      |
| Vélez Sarsfield         | Buenos Aires  |

### Distribución geográfica de los equipos
| Región                 | Cant. | Equipos |
| ---------------------- | ----- | --- |
| Ciudad de Buenos Aires | 8     | Argentinos Juniors, Atlanta, Boca Juniors, Ferro Carril Oeste, Huracán, River Plate, San Lorenzo de Almagro y Vélez Sarsfield |
| conurbano bonaerense   | 4     | Chacarita Juniors, Independiente, Platense y Temperley                                                                        |
| Provincia de Santa Fe  | 3     | Newell's Old Boys, Rosario Central y Unión                                                                                    |
| Ciudad de La Plata     | 1     | Estudiantes de La Plata |

## Sistema de disputa
Se llevó a cabo en dos ruedas, por el sistema de todos contra todos, invirtiendo la localía. La tabla final de posiciones del torneo se estableció por acumulación de puntos.

## Tabla de posiciones
| Pos. | Equipo                  | Pts. | J  | DG  | GF |
| ---- | ----------------------- | ---- | -- | --- | -- |
| 1.°  | Rosario Central         | 38   | 26 | 22  | 41 |
| 2.°  | Ferro Carril Oeste      | 37   | 23 | 33  | 53 |
| 3.°  | Newell's Old Boys       | 33   | 24 | 13  | 33 |
| 4.°  | Argentinos Juniors      | 28   | 23 | 12  | 41 |
| 5.°  | River Plate             | 24   | 22 | 11  | 37 |
| 6.°  | Independiente           | 24   | 22 | 6   | 31 |
| 7.°  | Boca Juniors            | 21   | 19 | 0   | 26 |
| 8.°  | Huracán                 | 20   | 22 | -1  | 19 |
| 9.°  | Atlanta                 | 20   | 24 | -5  | 29 |
| 10.° | Estudiantes de La Plata | 19   | 24 | -9  | 33 |
| 11.° | Chacarita Juniors       | 19   | 24 | -20 | 25 |
| 12.° | Platense                | 16   | 23 | -15 | 20 |
| 13.° | San Lorenzo de Almagro  | 15   | 22 | -6  | 19 |
| 14.° | Temperley               | 11   | 25 | -22 | 24 |
| 15.° | Vélez Sarsfield         | 9    | 24 | -12 | 29 |
| 16.° | Unión                   | 6    | 27 | -9  | 16 |